# Puertazaur
Puertazaur (Puertasaurus) – rodzaj olbrzymiego zauropoda z grupy tytanozaurów, żyjącego w późnej kredzie na obszarze Ameryki Południowej. Został opisany w 2005 na podstawie znalezionego w 2001 w południowej Argentynie (prowincja Santa Cruz) skamieniałego fragmentu kręgosłupa. Osady, w których odkryto jego skamieniałości pierwotnie datowano na wczesny mastrycht; późniejsze badania wskazują, że należy je datować na cenoman–santon, najprawdopodobniej na cenoman. Odkrywcami i preparatorami jedynego dotychczas znanego okazu (holotypu MPM 10002) byli Pablo Puerta i Santiago Reuil – to od ich nazwisk utworzono nazwę rodzajową i epitet gatunkowy.
Na okaz typowy składają się cztery dezartykułowane kręgi: w dużej mierze zachowany kręg szyjny dziewiąty (pierwszy znany dla olbrzymiego tytanozaura, umożliwiający wgląd w anatomię szyi neozauropodów), komplety kręg piersiowy drugi (najszerszy z wszystkich dotychczas znanych dla dinozaurów, o szerokości 1,68 m i wysokości 1,06 m) i centra dwóch kręgów ze środkowej części ogona. Puertazaur charakteryzował się między innymi: olbrzymimi rozmiarami ciała, rozszerzonymi wyrostkami kolczystymi kręgów szyjnych i wyjątkowo krótkim drugim kręgiem piersiowym. Dinozaurami współwystępującymi z puertazaurem były: bazalny iguanodont Talenkauen santacrucensis i tetanur Orkoraptor burkei. Puertazaur był powolnym roślinożercą o długiej szyi i klatce piersiowej o szerokości pięciu, a być może nawet siedmiu metrów. Paleoartysta Nima Sassani w 2011 roku oszacował rozmiary na 38 metrów długości oraz masę na 110 ton. (Jednak porównanie puertazaura do jego krewniaka futalognkozaura sugeruje, że puertazaur osiągał "tylko" 34 m długości i ważył około 90 ton) To sprawiałoby, że puertazaur byłby jednym z dwóch największych znanych dinozaurów (obok argentynozaura), nie licząc niepewnych rodzajów jakimi są amficelias i bruhatkajozaur.